# Martinskirche (Hessigheim)

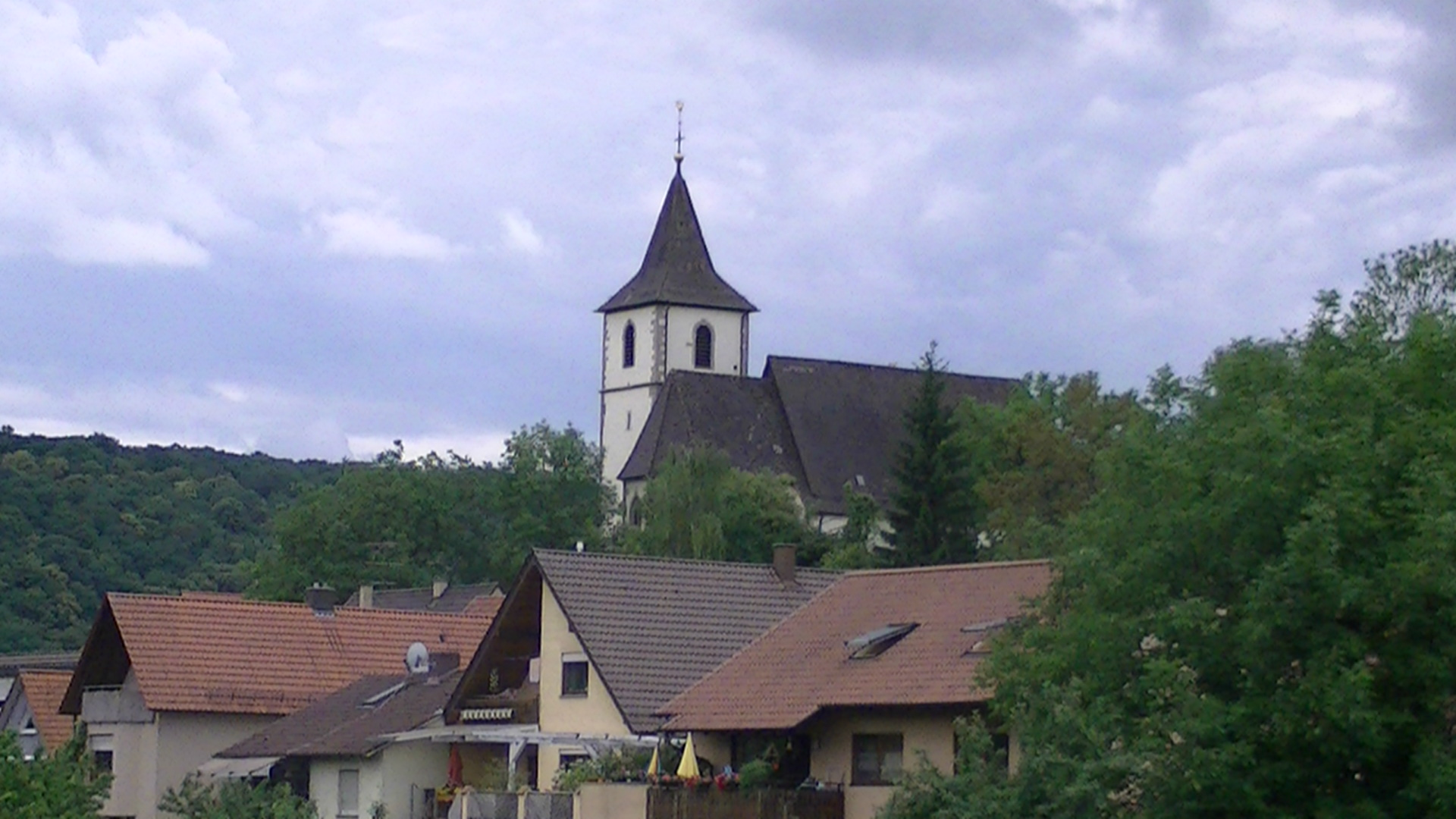
Martinskirche in Hessigheim

Die evangelische Martinskirche ist ein Kirchengebäude in Hessigheim, einer Gemeinde im Landkreis Ludwigsburg in Baden-Württemberg. Das Bauwerk ist beim Landesamt für Denkmalpflege Baden-Württemberg als Baudenkmal eingetragen. Die Kirchengemeinde gehört zum Kirchenbezirk Besigheim der Evangelischen Landeskirche in Württemberg.

## Beschreibung
Die um 1500 gebaute Saalkirche besteht aus einem Langhaus, einem eingezogenen, dreiseitig geschlossenen Chor im Osten und einem Chorflankenturm an der Südwand des Chors, der im 18. Jahrhundert um ein Geschoss, das die Turmuhr und den Glockenstuhl beherbergt, aufgestockt und mit eine Knickhelm bedeckt wurde. Der Innenraum des Langhauses ist mit einer Flachdecke überspannt, der des Chors mit einem Kreuzrippengewölbe, dessen Gewölberippen auf Konsolen aufsetzen.
Die Orgel wurde von der Orgelbau Tzschöckel gebaut.